# Matsushita Kohei
Kohei Matsushita (sinh ngày 24 tháng 7 năm 1985) là một cầu thủ bóng đá người Nhật Bản.

## Sự nghiệp câu lạc bộ
Kohei Matsushita đã từng chơi cho Júbilo Iwata, Ehime FC và Atlanta Silverbacks.